# Wapen van Australië
Het wapen van Australië is het officiële symbool van Australië.
Het eerste wapen van het land werd op 7 mei 1908 door koning Eduard VII verleend. Het huidige ontwerp werd op 19 september 1912 door koning George V verleend, hoewel de versie van 1908 nog tot 1966 op sommige Australische munten afgebeeld werd.

Wapen van 1908

Australië · Fiji · Kiribati · Marshalleilanden · Micronesia · Nauru · Nieuw-Zeeland · Oost-Timor · Palau · Papoea-Nieuw-Guinea · Salomonseilanden · Samoa · Tonga · Tuvalu · Vanuatu
Afhankelijke gebieden

Amerikaans-Samoa · Cookeilanden · Frans-Polynesië · Guam · Nieuw-Caledonië · Niue · Norfolk · Noordelijke Marianen · Pitcairn · Tokelau-eilanden · Wallis en Futuna